# Piłka nożna pięcioosobowa na Letnich Igrzyskach Paraolimpijskich 2012
Piłka nożna pięcioosobowa na Letnich Igrzyskach Paraolimpijskich 2012 w Londynie rozgrywana była między 31 sierpnia - 8 września, na stadionie Riverbank Arena.

## Kwalifikacje
Do igrzysk zakwalifikowało się 8 drużyn. Wszystkie do turnieju mężczyzn.

## Medaliści
| Konkurencja                  | Złoto    | Srebro  | Brąz      |
| Turniej mężczyzn (szczegóły) | Brazylia | Francja | Hiszpania |

## Tabela medalowa
| Miejsce | Państwo   | Złoto | Srebro | Brąz | Razem |
| ------- | --------- | ----- | ------ | ---- | ----- |
| 1.      | Brazylia  | 1     | 0      | 0    | 1     |
| 2.      | Francja   | 0     | 1      | 0    | 1     |
| 3.      | Hiszpania | 0     | 0      | 1    | 1     |